# 1931年阿弗罗十代“南云”失踪事件
注册编号为VH-UMF的“南云”号班机，是澳大利亚国家航空于1930年代初运营的五架阿弗罗618十代三引擎飞机之一，负责在澳大利亚各城市间提供每日班机服务。

## 失踪事件
1931年3月21日，南云号于当地时间早上8时10分从悉尼起飞前往墨尔本。机上共有六名乘客与两名机组人员，包括飞行员特拉维斯·“肖蒂”·肖特里奇（Travis "Shorty" Shortridge）和与副飞行员C.L.邓内尔（C.L. Dunnell）。途中天气远比预测的更为恶劣，飞机最终未能到达目的地，宣告失踪。
对失踪飞机的搜寻持续了18天，共有超过20架飞机参与其中，但未找到任何踪迹。航司联合创始人查尔斯·金丝福德·史密斯也参与了搜寻行动，并“可能曾飞过坠机地点，但由于飞机已在坠毁后燃烧，从空中很难辨别，故当时未能发现残骸。”
这是澳大利亚的第一起大型航空事故。由于该起空难与另一 架飞机的失事，澳大利亚国家航空于同年倒闭。受该事故启发的电影《天空的秘密（The Secret of the Skies）》于1934年上映。

## 乘客
以下为1931年3月21日乘坐南云号从悉尼起飞的乘客：
- W. 奥赖利先生（Mr. W.O'Reilly），居于悉尼卡斯尔雷街 229 号（229 Castlereagh Street）。
- C. 斯托克斯小姐（Miss C. Stokes），居于玫瑰湾（Rose Bay），奥沙利文路（O'Sullivan Road）。
- 克莱德·胡德先生（Mr. Clyde Hood），居于达令赫斯特格林诺大道（Greenknowe Avenue）昂斯洛花园（Onslow Gardens）。他是联合剧院的一名制作人，此次搭乘航班前往墨尔本与妻子（艺名贝莎·里卡多，Bertha Riccardo）会合。
- H. 奥法雷尔先生（Mr. H. O'Farrell），居于维多利亚州考菲尔德（Caulfield, Victoria）加登韦尔路 50 号（50 Gardenvale Road）。
- 马古利斯先生（Mr. Margules），隶属于Margules and Hickman公司，居于墨尔本朗斯代尔街（Lonsdale Street）。他于一周前从布里斯班搭机到悉尼。
- E. 格拉斯哥小姐（Miss E. Glasgow），她通过托马斯·库克父子旅行社（Thomas Cook and Sons）预订了此次行程。

## 调查与1958年再发现
南云号的失踪在27年间一直都是一个谜，直至1958年10月26日，大雪山计划的工人汤姆·桑特（Tom Sonter）偶然发现了残骸。坠机地点位于大雪山林木茂密的山区中，距悉尼-墨尔本直线航路约25公里（16英里）以东。调查最终认定，当时恶劣的天气条件很可能是导致事故的主要因素。
名为斯坦·贝克（Stan Baker） 的一名男子原本预定了本次失事航班，但临时取消并改乘火车。由于该机失踪，他终身患有飞机恐惧症。然而，命运证实了他的恐惧并非杯弓蛇影——1950年澳大利亚国家航空道格拉斯DC-4坠机事件中，他因空难丧生。
在唐纳德·布莱德曼的著作《告别板球（Farewell to Cricket）》中，他提到自己曾在空难发生不久前于南云号上与机长肖特里奇一同从阿德莱德飞往墨尔本，随后前往古尔本。这场行程被他形容为“颠簸的旅程”。
飞机残骸被发现后，当地政府在库马镇建立了一座大型纪念碑，碑中包含了一些从飞机残骸中回收的部件。坠机地点位于深溪水坝（Deep Creek Dam） 西北约 1 英里（1.6 公里） 处，附近有一条名为肖特里奇溪的深溪支流，汇入水坝下游不远处。目前尚不清楚这条溪流由谁、在何时以机长的名字命名。